# Америчка Девичанска Острва на Светском првенству у атлетици у дворани 1993.
Америчка Девичанска Острва су учествовала на 4. Светском првенству у атлетици у дворани 1993. одржаном у Торонту од 12. до 14. марта. То је било треће светско првенство у дворани на којем су учествовала. Репрезентацију је представљала једна атлетичара која се такмичила у две дисциплине. 
Такмичарка Америчких Девичанских Острва није освојила ниједну медаљу, али је поставила нови национални рекорд у троскоку.
Занимљиво је то што је Флора Хјасинт учествовала на сва три светска првенства, на којима су учетвовала  Америчка Девичанска Острва.

## Учесници
Жене:
- Флора Хјасинт — Скок удаљ, Троскок

## Резултати

### Жене
| Атлетичарка   | Дисциплина | Лични рекорд | Квалификације | Квалификације | Финале                | Финале       | Детаљи |
| Атлетичарка   | Дисциплина | Лични рекорд | Резултат      | Место         | Резултат              | Место        | Детаљи |
| ------------- | ---------- | ------------ | ------------- | ------------- | --------------------- | ------------ | ------ |
| Флора Хјасинт | скок удаљ  | 7,61о        | 6,25          | 4. у гр. А    | Није се квалификовала | 15 / 20 (21) |        |
| Флора Хјасинт | Троскок    | 13,73о       | 13,52 НР      | 3. у гр. А    | 11,40                 | 12 / 21 (24) |        |